# Eckhard Brakenwagen

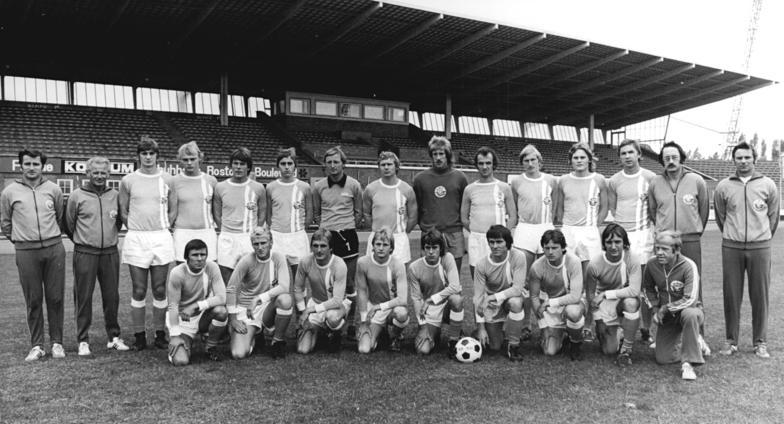
Brakenwagen auf einem Mannschaftsfoto des FC Hansa Rostock 1978, hintere Reihe, 5. von rechts.

Eckhard Brakenwagen (* 3. August 1954 in Rostock) ist ein ehemaliger Fußballspieler aus der DDR. Der FC Hansa Rostock nominierte ihn 1978/79 für seine Oberligamannschaft.

## Sportlicher Werdegang
Brakenwagen begann seine Fußballkarriere 1965 in der Schülermannschaft der Betriebssportgemeinschaft (BSG) Bad Sülze. Über die BSG Traktor Böhlendorf kam er zum Nachwuchs der TSG Bau Rostock. Nach seiner Schulzeit absolvierte er eine Lehre zum Baumaschinisten. In seiner ersten Saison bei den Männern 1972/73 gelang seiner Mannschaft der Aufstieg in die zweitklassige DDR-Liga. Zur Saison 1977/78 wechselte er innerhalb der Liga zum Oberligaabsteiger FC Hansa Rostock. In seiner ersten Hansa-Saison wurde er in der 1. Mannschaft lediglich in fünf Punktspielen eingesetzt, in denen er drei Tore erzielte. Die meisten Spiele bestritt Brakenwagen 1977/78 in der Bezirksligamannschaft des FC Hansa. Am Ende der Saison stieg die 1. Mannschaft wieder in die DDR-Oberliga auf und Brakenwagen wurde für die Saison 1978/79 für die Oberligamannschaft als Stürmer nominiert. Tatsächlich kam er jedoch nur einmal in einem Oberligaspiel zum Einsatz, und zwar am 24. Spieltag, dem 26. Mai 1979, in der Begegnung Hansa Rostock – FC Karl-Marx-Stadt (0:1). Während der übrigen Zeit wurde er in der Nachwuchsoberliga-Mannschaft eingesetzt. Die 1. Mannschaft stieg am Saisonende als Tabellenletzter wieder aus der Oberliga ab. Für die DDR-Liga-Saison 1979/80 wurde Brakenwagen erneut für die 1. Mannschaft nominiert und kam dort diesmal zu zehn Punktspieleinsätzen, in denen er ein Tor erzielte. Nach Abschluss der Saison wurde er bei Hansa Rostock ausdelegiert. In seinen drei Spielzeiten beim FC Hansa hatte Brakenwagen insgesamt 16 Punktspiele bestritten, in denen er drei Tore erzielte. Außerdem wurde er in drei Pokalspielen eingesetzt.
Nach seiner Ausdelegierung kehrte Brakenwagen im Sommer 1980 zurück zur TSG Bau Rostock, die nach wie vor in der DDR-Liga spielte und bisher als Auffangstation für gescheiterte Hansa-Spieler gedient hatte. Dort entwickelte er sich zunächst als Stürmer zum Stammspieler. Unter Trainer Günter Bräsel wurde er von der Saison 1981/82 ins Mittelfeld beordert, in seinen letzten Monaten bei der TSG spielte er Libero. Von 1982 bis 1984 war er Mannschaftskapitän. Nachdem die TSG 1986 aus der DDR-Liga absteigen musste, beendete Brakenwagen 32-jährig seine Laufbahn als Fußballspieler im Leistungsbereich. Während der sechs Spielzeiten bei der TSG absolvierte er 121 der 156 ausgetragenen Punktspiele. Er blieb auch später Mitglied der TSG, auch nachdem sie sich 1990 in den Rostocker FC umgewandelt hatte. Noch 2006 spielte er für die U-50-Mannschaft des Vereins. Daneben gehört er zur Traditionsmannschaft des FC Hansa Rostock.